# Ben Youssefova medresa
Ben Youssefova medresa je islamska škola u Marakešu koja je ime dobila po amoravidskom sultanu Ali ibn Yusufu (vladao 1106. – 1142.), poznatom po tome što je proširio grad. Medresu je u 14. stoljeću osnovo marinidski sultan Abu al-Hassan te ga povezao s obližnjom Ben Youssefom džamijom. Današnja medresu je dogradio saadijski sultan Abdallah al-Ghalib (1557. – 1574.). Predstavlja najveću medresu u Maroku. Dovršena je godine 1565. Medresa je predstavljala jednu od najvećih teoloških škola Sjeverne Afrike koju je istovremeno moglo pohađati čak 900 učenika. Jedan od najpoznatijih nastavnika je bio Mohammed al-Ifrani (1670. – 1745.). Zatvorena je godine 1960. da bi nakon restauracije bila otvorena za javnost kao historijska znamenitost godine 1982.